# Buste de Paul V
Le Buste de Paul V est une œuvre du sculpteur Le Bernin réalisée en trois versions différentes.
La première version se trouve actuellement à la Galerie Borghèse à Rome. Il est communément admis que ce buste date de 1618. En 2015, un deuxième buste est acheté par le J. Paul Getty Museum de Los Angeles, commandé par le cardinal Scipione Caffarelli-Borghese, neveu de Paul V. L'œuvre est réalisée peu après la mort de ce dernier par Le Bernin, en 1621. Une version en bronze de cette sculpture est conservée au Statens Museum for Kunst, Copenhague, Danemark.

## Première version
Créé par le Bernin vers 1619-1620, et commandé par le pape lui- même, le buste est conservé par celui-ci dans sa chambre jusqu'à sa mort en 1621. Après cette date, il est conservé au Palais Borghèse de la Via di Ripetta, puis dans la Galerie de la Villa Borghèse jusqu'en 1893, date à laquelle, attribué à Alessandro Algardi, il est vendu aux enchères à Rome entre le 13 et le 24 mars de la même année à la galerie d'antiquités de Vincenzo Capobianchi (Rome 1836-1928), peintre et marchand d'art, avec d'autres œuvres d'art de la collection Borghèse. Immédiatement après la vente aux enchères de 1893, la sculpture entre dans une collection privée à Vienne (Autriche), comme l'a précisé Italo Faldi plusieurs années plus tard, probablement sur la recommandation d' Antonio Muñoz. Depuis la fin du XIXe siècle et pendant la majeure partie du XXe siècle, il est présumé perdu. 

### Redécouverte
Il est vendu par la famille Borghèse en 1893 ; un historien de l'art témoigne de son existence à Vienne (Autriche) en 1916. Il réapparait lors d'une enchère à Bratislava en Slovaquie en 2014 ; la pièce se trouvait dans la collection privée de l'artiste slovaque de renom Ernest Zmeták, décédé en 2004. Il est vendu le 23 septembre 2014, dans la maison de ventes locale Soga (lot 200) pour quelques dizaines de milliers d'euro>s comme « buste du pape par un sculpteur italien inconnu »,  acheté par un habitant de Bratislava, Clément Guenebeaud. Pour vérifier la paternité présumée du Bernin, l' acheteur, un jeune entrepreneur français résidant dans la ville, se tourne vers l'un des plus grands experts du Bernin, Francesco Petrucci, qui dirige le Musée du baroque romain d'Ariccia ; il rapporte : « Il voulait que j'aille seul avec lui, il m'a emmené dans une banlieue de Bratislava, puis nous sommes entrés dans un sous-sol par une série de portes en fer. En arrivant dans une pièce complètement vide et aérée seulement par une petite fenêtre en haut, j'ai aperçu le buste recouvert d'un drap blanc au sol, sur une estrade. » Le chef-d’œuvre perdu réapparait après environ 120 ans. Le propriétaire a revendu l'œuvre, par l'intermédiaire de la maison de ventes Sotheby's, au propriétaire actuel, le J. Paul Getty Museum, .

## Deuxième version
Réalisé vers 1622 sur commande du cardinal Scipione Borghese, après la mort du pape, et non en 1618 comme on l'a longtemps cru, ce buste a des dimensions plus petites que les deux autres versions. Stylistiquement, il est plus proche des portraits du début des années 1620 que de ceux de la décennie précédente, comme l'a justement souligné Andrea Bacchi, qui a proposé une datation vers 1622-1623. L'absence d'iris et de pupille dans les globes oculaires est une convention généralement adoptée dans les portraits posthumes, comme le Bernin l'a aussi fait pour ceux de Francesco Barberini (1597-1679) (National Gallery of Art, Washington) et d'Antonio Barberini (1569-1646) (Galerie nationale d'Art ancien (Rome) du Palais Barberini). Il est conservé à la Galerie Borghèse à Rome.

## Troisième version
Vers 1623, le cardinal Scipione Borghese, après l'exécution des deux bustes en marbre précédents, commande un buste en bronze du pontife au fondeur Sebastiano Sebastiani « sur ordre du chevalier Bernino » et sous sa direction. Le buste en bronze, vendu en 1892 lors d'une précédente vente aux enchères de la collection Borghèse par Giacomini et Capobianchi, toujours avec attribution à Alessandro Algardi, a ensuite été transféré au Staten Museum for Kunst de Copenhague.